# Palazzi Barbaro

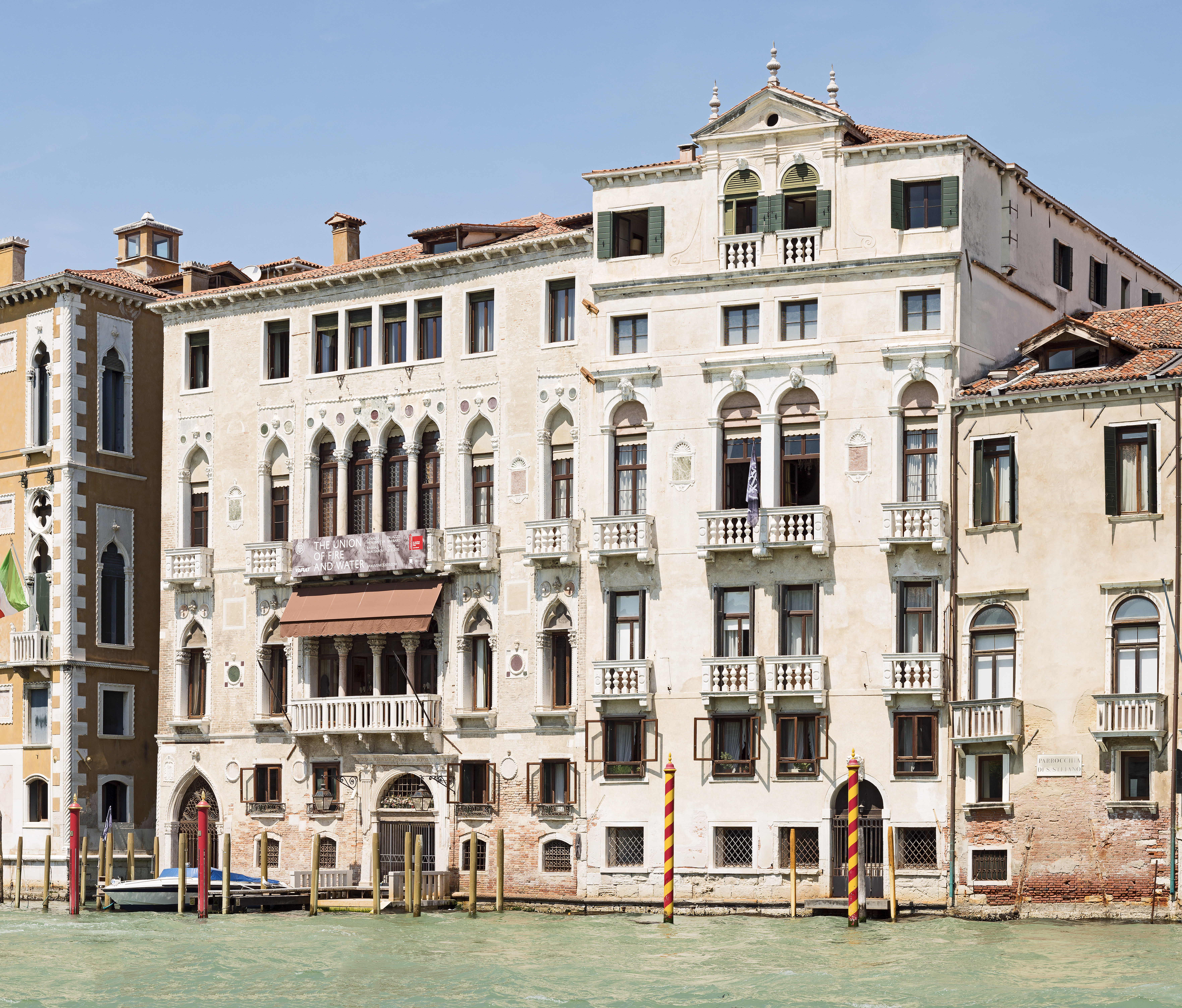
Palazzi Barbaro

Os Palazzi Barbaro (também chamada Ca'Barbaro) são um par de palácios unidos no Grande Canal de Veneza, que eram a residência oficial da Família Barbaro. O primeiro dos dois palácios é feito no estilo gótico e foi construído em 1425 por Bartolomeo Bon, um mestre veneziano. A segunda construção foi executada no estilo barroco com desenho feito em 1694 por Antonio Gaspari, um dos maiores arquitetos do século XVII.

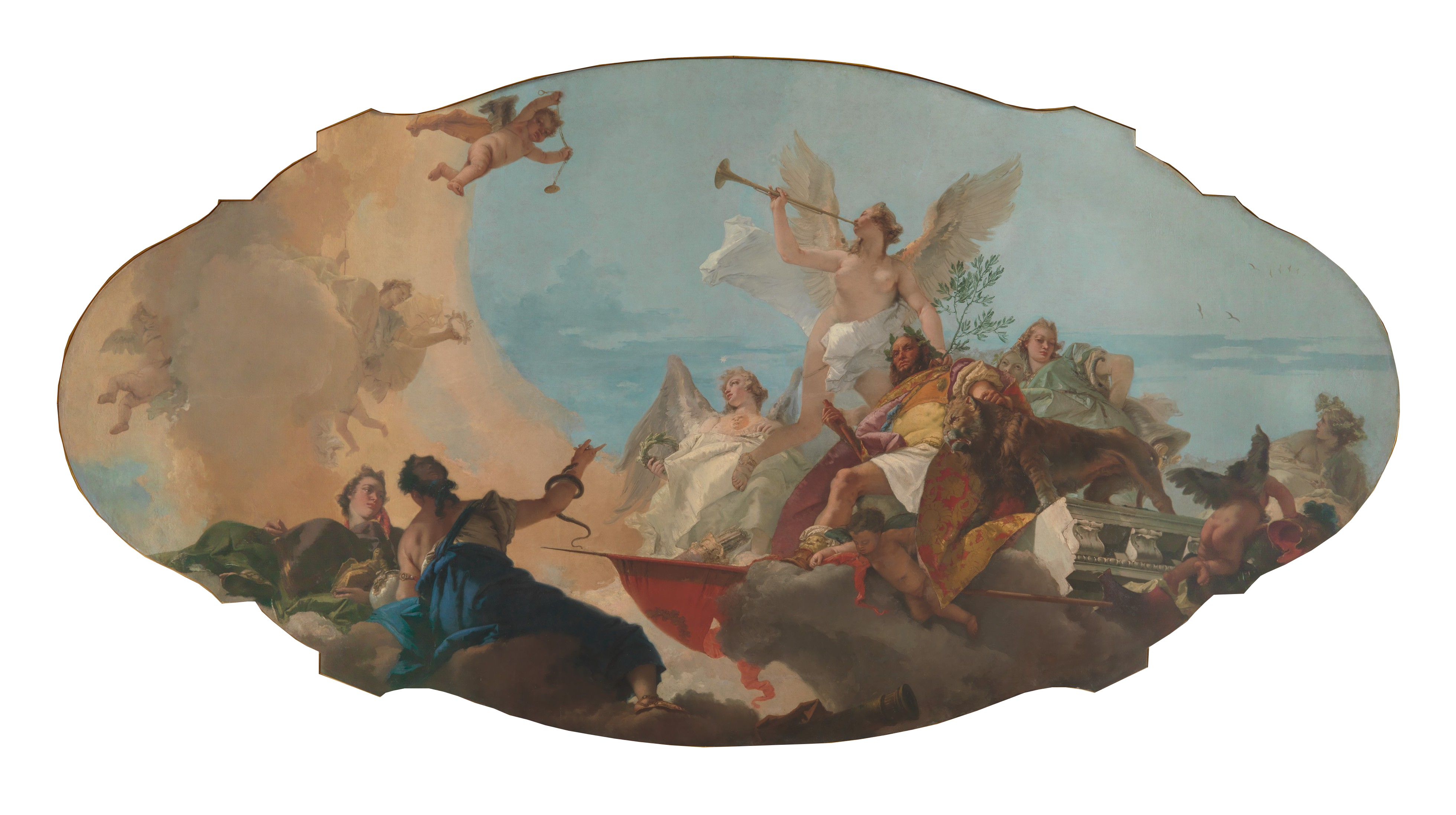
"Glorificação da Família Barbaro" pintura de teto do Palazzo Barbaro, obra de Giovanni Battista Tiepolo

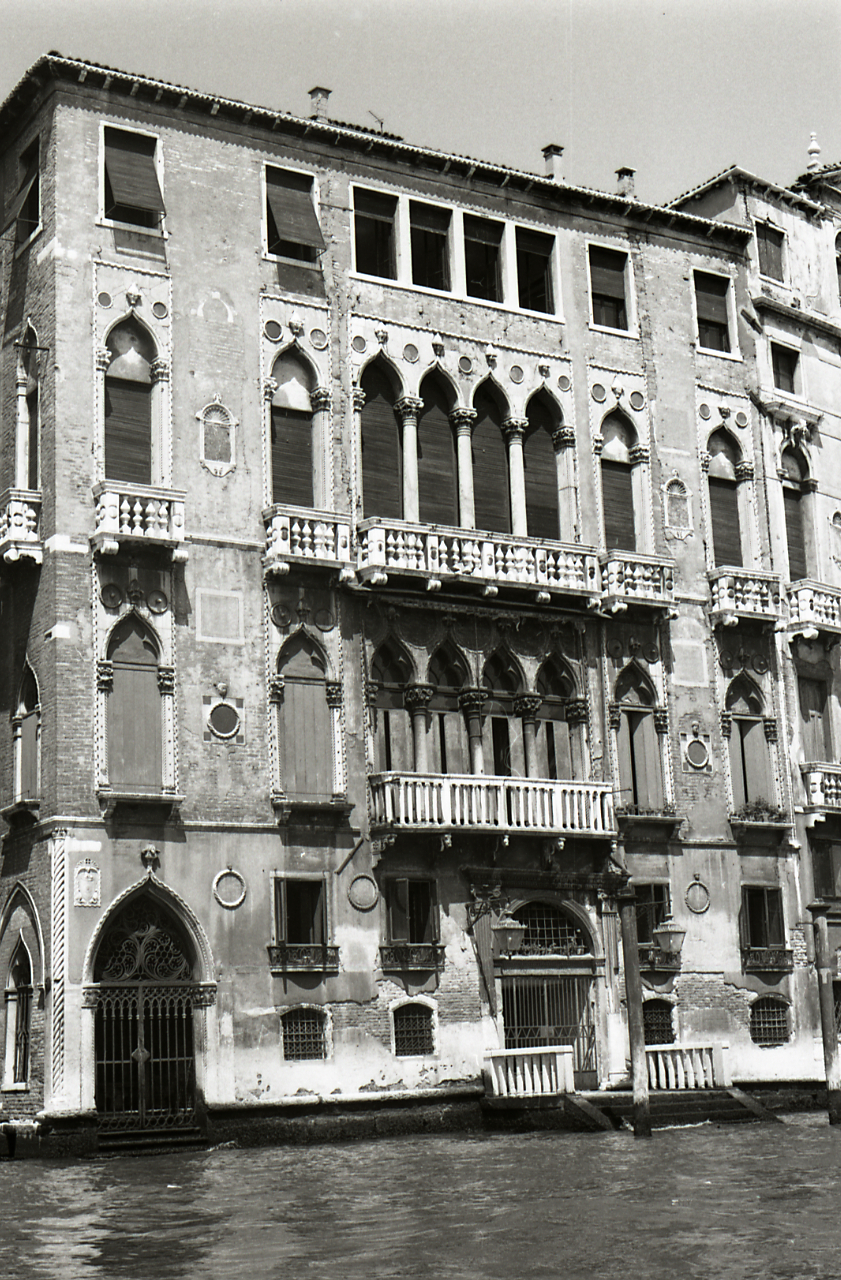
Fachada do Palazzo Barbaro Curtis

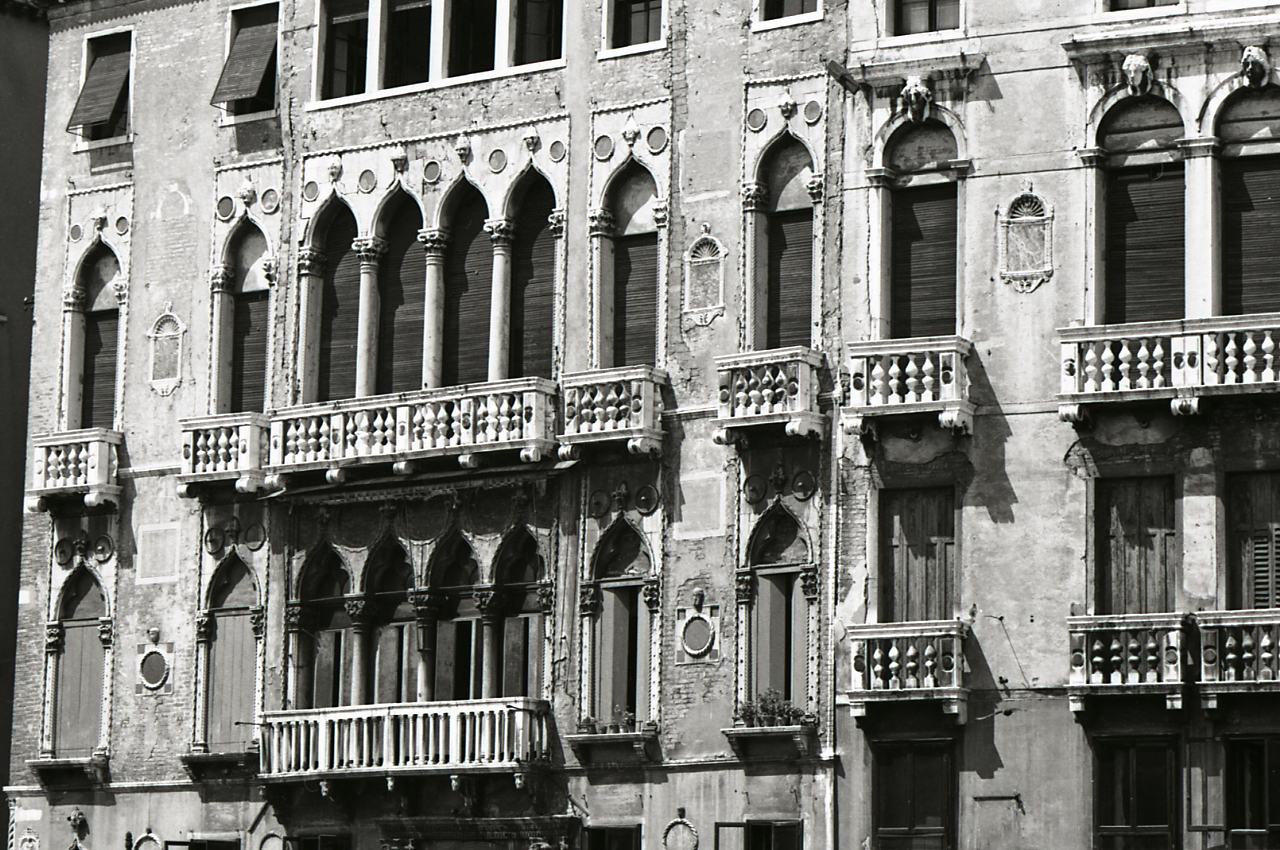
Palazzo Barbaro a San Vidal, detalhes da fachada

A ampliação de Gaspari foi feita na residência da família dotando-a de um grande salão de bailes, que possui em seu interior um magnífico trabalho de estuque barroco e pinturas com motivos da Roma Antiga por mestres como Sebastiano Ricci (a pintura "Rapto das Sabinas") e trabalhos de Giambattista Piazzeta. Henry James considerou este salão como o melhor exemplo de interior do barroco veneziano, descrevendo-o em seu romance The Wings of the Dove.
No século XVIII foi criada uma elegante biblioteca no terceiro andar do palácio com ricos desenhos de estuque no teto. No centro do teto da biblioteca ficava a obra-prima de Tiepolo "A Glorificação da Família Barbaro", pintura atualmente exposta no Metropolitan Museum of Art de Nova Iorque.
O velho palácio foi comprado por um parente do pintor John Singer Sargent, John Sargent Curtis em 1885. Por conta disso o local tornou-se um centro de vida cultural norte-americana em Veneza, recebendo hóspedes como Henry James, Whistler, Robert Browning e Claude Monet. James concluiu seu romance The Aspern Papers no palácio e este foi usado como cenáro para a filmagem de seu romance The Wings of the Dove.